# Platynectes nageli
Platynectes nageli is een keversoort uit de familie waterroofkevers (Dytiscidae). De wetenschappelijke naam van de soort werd voor het eerst geldig gepubliceerd in 2010 door Brancucci en Vongsana.